# John E. Weeks

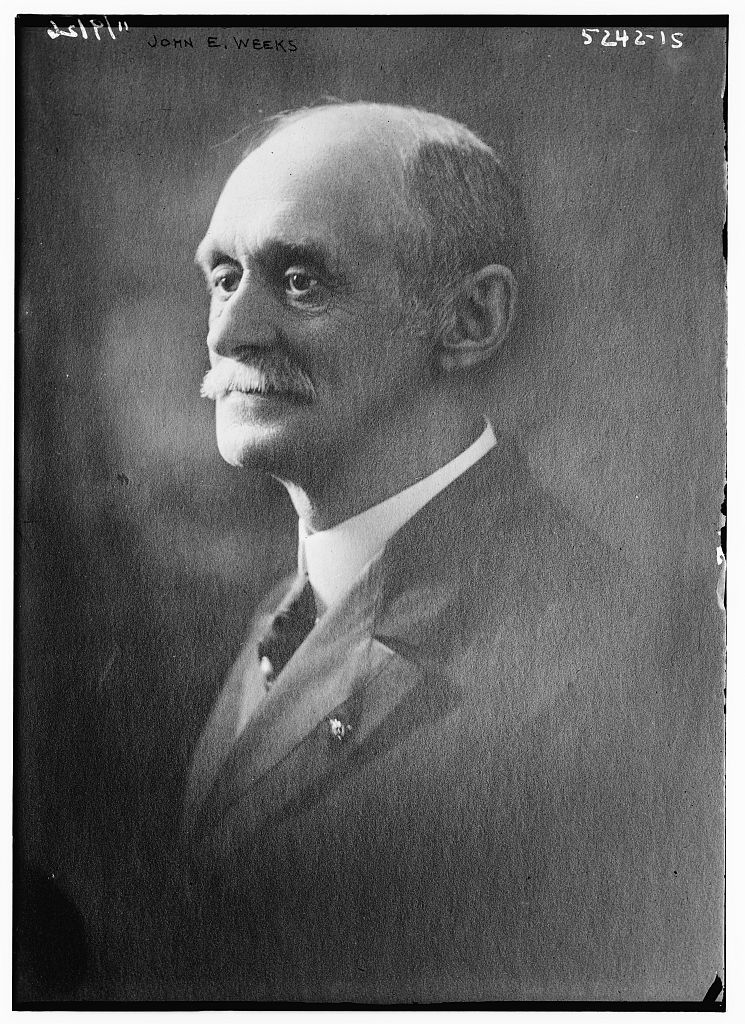
John E. Weeks.

John Eliakim Weeks, född 14 juni 1853 i Salisbury, Vermont, död 10 september 1949 i Middlebury, Vermont, var en amerikansk republikansk politiker. Han var guvernör i delstaten Vermont 1927–1931. Han representerade delstaten Vermonts första distrikt i USA:s representanthus 1931–1933.
Weeks var verksam inom bankbranschen och tjänstgjorde som domare i en domstol i Vermont. Han efterträdde 1927 Franklin S. Billings som guvernör. Han efterträddes 1931 av Stanley C. Wilson. Weeks efterträdde sedan i mars 1931 Elbert S. Brigham som kongressledamot. Han ställde inte upp för omval efter en mandatperiod i representanthuset. I kongressvalet 1932 valdes bara en ledamot från Vermont till representanthuset. Ernest Willard Gibson, som till dess hade representerat Vermonts andra distrikt, fick representera hela delstaten.
Weeks var kongregationalist. Han gravsattes på Salisbury Cemetery i Salisbury.